# البریصه
البریصه (به عربی: البریصة) یک روستا در سوریه است که در ناحیه تمانعه واقع شده‌است. البریصه ۶۱۶ نفر جمعیت دارد.